# Caratê nos Jogos Pan-Americanos de 2007 - Até 60 kg masculino
A categoria até 60 kg masculino foi a mais leve em disputa nas competições do caratê nos Jogos Pan-Americanos de 2007, no Rio de Janeiro. A modalidade foi realizada no Complexo Esportivo Miécimo da Silva no dia 27 de julho com 8 caratecas.

## Medalhistas
| Ouro   | ARG Francisco Nievas                |
| Prata  | CUB Eynar Tamame                    |
| Bronze | DOM Norberto Sosa BRA Douglas Brose |

## Resultados
Os oito caratecas participantes são divididos em dois grupos de quatro cada, onde todos enfrentam todos dentro dos grupos. Os dois caratecas com o maior número de pontos (vitória vale dois pontos, empate um e derrota zero) avançam para as semifinais lutando em cruzamento olímpico (primeiro de um grupo contra o segundo do outro). Os vencedores decidem a medalha de ouro na grande final.

### Primeira fase
| Grupo 1          | CON            | CUB | ARG | CHI | PUR |
| Eynar Tamame     | CUB Cuba       | —   | V-D | V-D | V-D |
| Francisco Nievas | ARG Argentina  | D-V | —   | V-D | V-D |
| Miguel Soffia    | CHI Chile      | D-V | D-V | —   | V-D |
| Jesus Rodrígues  | PUR Porto Rico | D-V | D-V | D-V | —   |

| Pos. | L | V | E | D | Pts |
| ---- | - | - | - | - | --- |
| 1    | 3 | 3 | 0 | 0 | 6   |
| 2    | 3 | 2 | 0 | 1 | 4   |
| 3    | 3 | 1 | 0 | 2 | 2   |
| 4    | 3 | 0 | 0 | 3 | 0   |

| Grupo 2       | CON                      | BRA | DOM | MEX | ESA |
| Douglas Brose | BRA Brasil               | —   | V-D | E   | E   |
| Norberto Sosa | DOM República Dominicana | D-V | —   | V-D | V-D |
| Rubén Navarro | MEX México               | E   | D-V | —   | V-D |
| Carlos Galán  | ESA El Salvador          | E   | D-V | D-V | —   |

| Pos. | L | V | E | D | Pts |
| ---- | - | - | - | - | --- |
| 1    | 3 | 1 | 2 | 0 | 4   |
| 2    | 3 | 1 | 2 | 0 | 4   |
| 3    | 3 | 1 | 1 | 1 | 3   |
| 4    | 3 | 0 | 1 | 2 | 1   |

### Classificação 5º-8º lugar
|  | Classificação 5º-8º lugar | Classificação 5º-8º lugar |   |                  | 5º lugar            | 5º lugar |  |
|  |                           |                           |   |                  |                     |          |  |
|  |                           |                           |   |                  |                     |          |  |
|  | CHI Miguel Soffia         | 7                         |   |                  |                     |          |  |
|  | ESA Carlos Galán          | 4                         |   |                  |                     |          |  |
|  |                           |                           |   |                  |                     |          |  |
|  |                           |                           |   |                  |                     |          |  |
|  |                           |                           |   |                  | CHI Miguel Soffia   | 2        |  |
|  |                           | MEX Rubén Navarro         | 0 |                  |                     |          |  |
|  |                           |                           |   |                  |                     |          |  |
|  |                           |                           |   |                  |                     |          |  |
|  |                           |                           |   |                  | 7º lugar            |          |  |
|  |                           |                           |   |                  |                     |          |  |
|  | PUR Jesus Rodrígues       | 1                         |   | ESA Carlos Galán | 6                   |          |  |
|  | MEX Rubén Navarro         | 2                         |   |                  | PUR Jesus Rodrígues | 8        |  |

### Semifinal e Final
|  | Semifinal            | Semifinal            |   |  | Final            | Final |  |
|  |                      |                      |   |  |                  |       |  |
|  |                      |                      |   |  |                  |       |  |
|  | CUB Eymar Tamame     | 4                    |   |  |                  |       |  |
|  | DOM Norberto Sosa    | 2                    |   |  |                  |       |  |
|  |                      |                      |   |  |                  |       |  |
|  |                      |                      |   |  |                  |       |  |
|  |                      |                      |   |  | CUB Eymar Tamame | 3     |  |
|  |                      | ARG Francisco Nievas | 4 |  |                  |       |  |
|  |                      |                      |   |  |                  |       |  |
|  |                      |                      |   |  |                  |       |  |
|  |                      |                      |   |  |                  |       |  |
|  |                      |                      |   |  |                  |       |  |
|  | ARG Francisco Nievas | 5                    |   |  |                  |       |  |
|  | BRA Douglas Brose    | 4                    |   |  |                  |       |  |

## Classificação final
| Pos.              | Atleta               |
| ----------------- | -------------------- |
| Medalha de ouro   | ARG Francisco Nievas |
| Medalha de prata  | CUB Eymar Tamame     |
| Medalha de bronze | DOM Norberto Sosa    |
| Medalha de bronze | BRA Douglas Brose    |
| 5                 | CHI Miguel Soffia    |
| 6                 | MEX Ruben Navarro    |
| 7                 | PUR Jesus Rodrígues  |
| 8                 | ESA Carlos Galán     |